# Filar (film)
Filar (fr. La Jetée) – czarno-biały film fantastycznonaukowy z 1962 roku autorstwa Chrisa Markera. Ten, powstały niemal w całości ze statycznych zdjęć, 28-minutowy obraz opowiada historię postapokaliptycznego eksperymentu z podróżą w czasie.

## Opis fabuły
Niedobitki mieszkańców zniszczonego w trakcie trzeciej wojny światowej Paryża ukrywają się w podziemiach pod Palais de Chaillot – pracują nad podróżami w czasie z nadzieją wysłania do różnych okresów historii – przeszłości i przyszłości – „wezwania do pomocy w ocaleniu teraźniejszości”. Trudność w tych działaniach sprawia wybranie osób, których psychika zdołałaby oprzeć się stresowi związanemu z tego rodzaju przedsięwzięciem, jednak znajduje się więzień, którego niewyraźne, lecz natarczywe wspomnienie kobiety (Hélène Chatelain) biorącej udział w brutalnym incydencie na terenie terminalu lotniska Orly, staje się kluczem do jego podróży do przeszłości.
Jest on wielokrotnie wysyłany do czasów poprzedzających wojnę i do swojego dzieciństwa. Wiele razy spotyka kobietę ze swoich wspomnień i z nią rozmawia. Po udanych wyprawach do przeszłości zostaje wysłany w odległą przyszłość, w której spotyka zaawansowanych technologicznie ludzi oferujących mu pewien artefakt mogący pomóc w odtworzeniu zniszczonego społeczeństwa. Po powrocie, gdy jego misja okazuje się sukcesem, odkrywa, że ma zostać stracony. Kontaktują się z nim ludzie z przyszłości i proponują mu ucieczkę do ich czasów, jednak on prosi o wysłanie go do okresu przed wojną, ma bowiem nadzieję odnaleźć kobietę ze swoich wspomnień. Udaje mu się, jednak okazuje się, że jest śledzony przez agenta swoich byłych mocodawców, a incydent z lotniska zapamiętany z dzieciństwa to jego własna śmierć widziana jego oczami jako dziecko.

## Obsada
- Jean Négroni – narrator
- Hélène Chatelain – kobieta
- Davos Hanich – mężczyzna
- Jacques Ledoux – eksperymentator
- Ligia Borowczyk – kobieta z przyszłości
- Janine Kleina – kobieta z przyszłości
- William Klein – mężczyzna z przyszłości

## Dzieła zależne
Amerykański film wyreżyserowany przez Terry’ego Gilliama 12 małp (1995) powstał z inspiracji Filarem, powielając kilka pomysłów z filmu Markera. W 1996 roku Zone Books wydało książkową adaptację filmu zawierającą zdjęcia w nim użyte oraz skrypt zarówno po francusku jak i angielsku. Nakład został już wyczerpany, lecz kolejna edycja została wydana przez Zone Books w 2008 roku. W 2003 roku powstała miniatura filmowa pod tytułem La puppé, będąca zarówno hołdem dla Filaru, jak i jego parodią.